# طين جيري

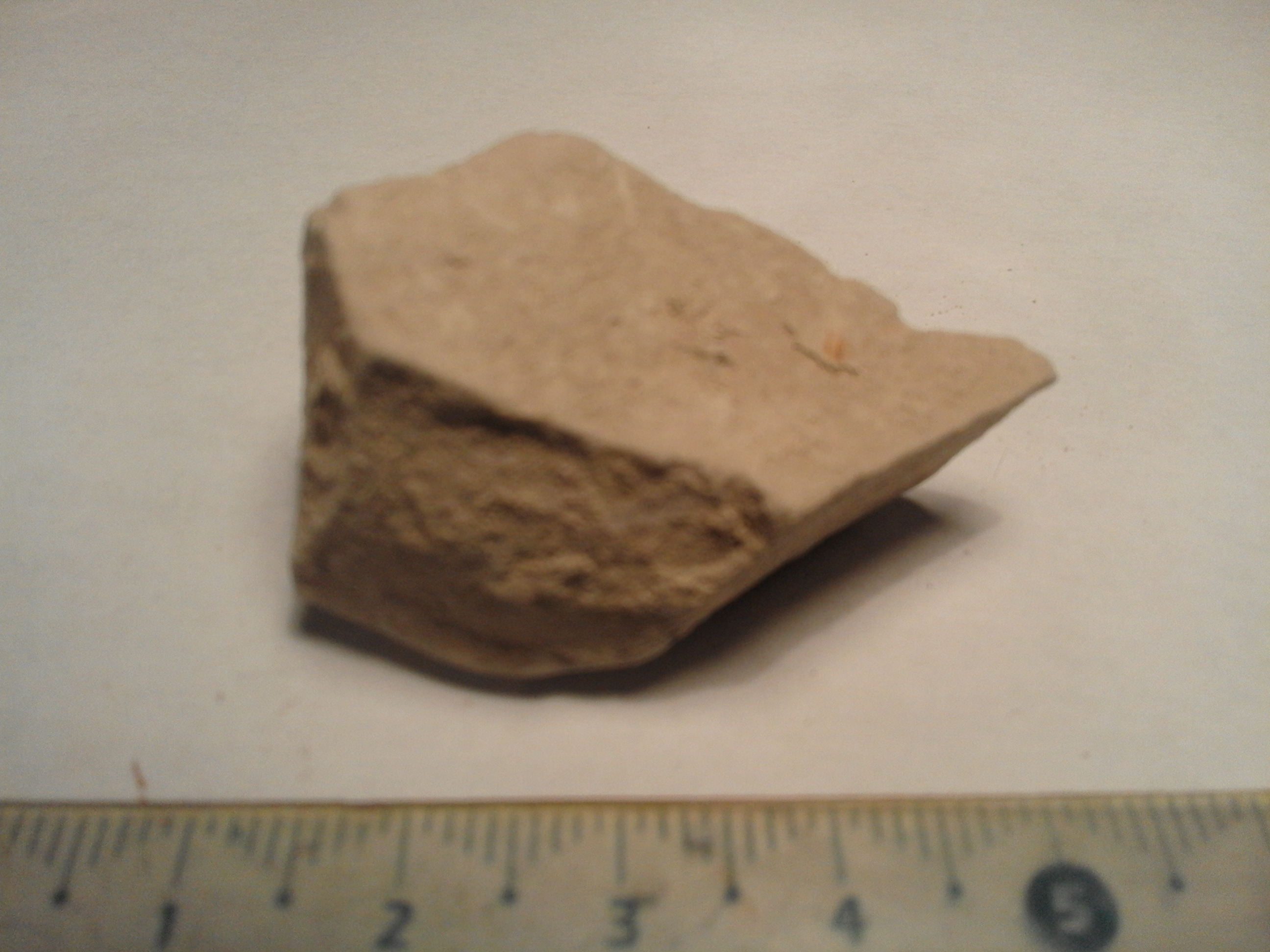
الطين الجيري.

الطين الجيري أو المَرل (بالإنجليزية: Marl)‏ هو أحد الصخور الطينية المكون من كربونات الكالسيوم ويحوي كميات متفاوتة من معادن الصلصال وشظايا الجير والسيليكات. ومصطلح الطين الجيري هو مصطلح قديم أُطلق بصورة واسعة على العديد من المعادن التي توجد في صورة ترسبات ترابية خصوصاً ما احتوى منها على الكربونات.

## الأنواع المستخدمة في الزراعة
استُخدم الطين الجيري بكميات هائلة في مدينة نيوجيرسي بالقرن التاسع عشر كمهيئ للتربة الزراعية. وفي عام 1963 كان المرل الأزرق هو أكثر الأنواع شيوعاً. يتكون المرل الأزرق من 38.70٪ من حمض السيليسيك والرمال، و30.67٪ من أكسيد الحديد, و13.91٪ من كربونات الجير، 11.22٪ ماء، 4.47٪ من الحرض، 1.21٪ مغنسيا، 1.14٪ حمض الفوسفوريك، 0.31٪ حمض الكبريتيك.